# Edwin D. Morgan
Edwin Denison Morgan (Washington, 8 febbraio 1811 – New York City, 14 febbraio 1883) è stato un politico statunitense.
21º Governatore di New York dal 1859 al 1862.